# John R. Hicks

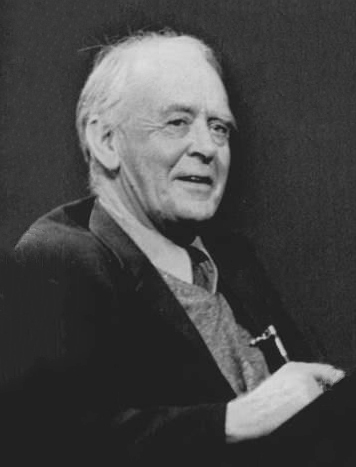
John Richard Hicks (1972)

Sir John Richard Hicks (* 8. April 1904 in Leamington Spa, England; † 20. Mai 1989 in Blockley, England) war ein britischer Ökonom und gilt als einer der wichtigsten und einflussreichsten Ökonomen des 20. Jahrhunderts. Gemeinsam mit Kenneth Arrow erhielt er 1972 den Alfred-Nobel-Gedächtnispreis für Wirtschaftswissenschaften und wurde damit für bahnbrechende Leistungen auf dem Gebiet der Allgemeinen Gleichgewichtstheorie und der Wohlfahrtstheorie ausgezeichnet.

## Leben
Hicks studierte Ökonomie am Balliol College der University of Oxford. Danach wurde er Dozent an der London School of Economics and Political Science, wo er Friedrich Hayek traf. Von 1935 bis 1938 war er an der Universität Cambridge, wo er sein Hauptwerk Value and Capital (Wert und Kapital) schrieb. Von 1938 bis 1946 war er Professor an der Universität Manchester.  1946 kehrte er nach Oxford zurück und hielt von 1952 bis 1965 die Drummond Professur für politische Ökonomie an der Universität Oxford inne. Danach setzte er seine Forschungstätigkeit am All Souls College in Oxford fort. Von 1960 bis 1962 war er Präsident der Royal Economic Society.

## Forschung
Hicks vielseitiges Forschungsinteresse erstreckte sich von der Entscheidungs-, Produktions- und Kapitaltheorie über die Wachstums- und Wohlfahrtstheorie bis hin zur volkswirtschaftlichen Gesamtrechnung. Mit seinem 1939 veröffentlichten Hauptwerk Value and Capital, erweiterte Hicks die vorherrschende Mikroökonomie. Bereichert wurde die Haushaltstheorie und deren Konsumententheorie, parallel dazu wurden Erkenntnisse für die Produktionstheorie gezogen und eine Erweiterung des allgemeinen Gleichgewichtsmodells beschrieben. Die kompensierte Nachfragefunktion wird Hicks zugeschrieben und wird ebenfalls Hickssche Nachfragefunktion bezeichnet (im Englischen auch Hicksian). Mithilfe dieser Funktion lässt sich die Veränderung der Nachfrage, ausgelöst durch Preisänderungen von Gütern, in den Einkommens- und Substitutionseffekt aufteilen. Methodisch beinhaltet dieser Ansatz keinen Gebrauch von Indifferenzkurven. Die zugrunde liegende Annahme ist, dass sich der Preis von einem Gut ändert, die restlichen Preise und das Nutzenniveau jedoch konstant bleiben. Der Hicks-Substitutionseffekt beschreibt dabei, dass der Nutzen der Konsumenten konstant gehalten wird.
Darüber hinaus entwickelte Hicks ein Gleichgewichtsmodell mit aggregierten Kapital-, Faktor-, Kredit- und Geldmärkten. Einer seiner einflussreichsten Beiträge zur Volkswirtschaftslehre war das IS/LM-Modell, das simultan ein Gleichgewicht auf dem Kapital- und Geldmarkt bestimmt. Dieses Model popularisierte Theorien von John Maynard Keynes (siehe Keynesianismus), wobei Hicks später seine Unzufriedenheit mit dem IS-LM-Modell ausdrückte und es als „a classroom gadget“ bezeichnete. Zahlreiche Anhänger und Schüler Keynes lehnten diese Interpretation ab. Joan Robinson äußerte ihre Kritik und sprach von Bastard Keynesianism. Ihrer Meinung nach verlieren die originellen Gedanken im simplen konventionellen Gleichgewicht ihren revolutionären Charakter. Zudem wurden die Instabilität des Systems und die Rolle der Unsicherheit als auch der Erwartungen ausgeblendet.
Des Weiteren trug er maßgeblich zur Wohlfahrtsökonomik bei – er entwickelte die nach ihm benannten Wohlfahrtsmaße: equivalent/compensating variation/surplus. 1939 wurde das sog. Kaldor-Hicks-Kriterium veröffentlicht, das die Effizienz von Kompensationszahlungen bei Wohlfahrtsvergleichen beschreibt. Sein Konzept des Einkommens, das auf Vorarbeiten von Erik Robert Lindahl und Irving Fisher basiert, gilt bis heute als theoretische Basis Volkswirtschaftlicher Gesamtrechnung.
Hicks befasste sich weiterhin mit der Konjunkturtheorie. Er kam zur Erkenntnis, dass sich ohne staatliche Konjunkturpolitik die wirtschaftliche Entwicklung vom idealen Wachstumspfad entfernt. Außerdem untersuchte er, wie sich Konsum, Investitionen, Einkommen und Kapital in einer Volkswirtschaft entwickeln müssen, um den Wachstumsprozess im Gleichgewicht zu halten.

## Preise und Auszeichnungen
Er wurde 1964 geadelt und erhielt 1972 gemeinsam mit Kenneth Arrow den Alfred-Nobel-Gedächtnispreis für Wirtschaftswissenschaften.

## Mitgliedschaften
- 1958 wurde Hicks in die American Academy of Arts and Sciences gewählt,

- 1979 in die National Academy of Sciences.

## Publikationen
- The Theory of Wages. Macmillan, London 1932. (2. Auflage. 1963)
- mit R. G. D. Allen: A Reconsideration of the Theory of Value. In: Economica. 1934.
- Mr Keynes and the Classics: A Suggested Interpretation. In: Econometrica. Mai 1937.
- The Foundations of Welfare Economics. In: Economic Journal. 1939.
- Value and Capital. Clarendon Press, Oxford.
- The Valuation of Social Income. In: Economica. Band 7, 1939, S. 105–124. (2. Auflage. 1946)
- The Rehabilitation of Consumers' Surplus. In: Review of Economic Studies. 1941.
- The Social Framework: An Introduction to Economics. 1942.
- A Contribution to the Theory of the Trade Cycle. Clarendon Press, Oxford 1950.
- A Revision of Demand Theory. Clarendon, Oxford 1956.
- The Measurement of Real Income. In: Oxford Economic Papers. 1958.
- Essays in World Economics. Clarendon Press, Oxford 1959.
- Measurement of Capital in Relation to the Measurement of Other Economic Aggregates. In: F. A. Lutz, D. C. Hague (Hrsg.): Theory of Capital. 1961.
- Capital and Growth. Clarendon Press, Oxford 1965.
- A Theory of Economic History. Clarendon Press, Oxford 1969.
- Review of Friedman: Economic Journal. 1970.
- The Mainspring of Economic Growth. In: Assar Lindbeck (Hrsg.): Nobel Lectures, Economics 1969–1980. World Scientific Publishing Co., Singapore 1973, 1992.
- Autobiography for Nobel Prize. 1973.
- Capital Controversies: Ancient and Modern. In: American Economic Review. 1974.
- What Is Wrong with Monetarism. In: Lloyds Bank Review. 1975.
- Economic Perspectives. Clarendon Press, Oxford 1976.
- The Formation of an Economist. In: Banca Nazionale del Lavoro Quarterly Review. no. 130, September 1979, S. 195–204.
- IS-LM: An Explanation. Journal of Post Keynesian Economics. 1980.
- Wealth and Welfare. (= Collected Essays in Economic Theory. Vol I), Basil Blackwell, Oxford 1981.
- Money, Interest and Wages. (= Collected Essays in Economic Theory. Vol. II). Basil Blackwell, Oxford 1982.
- Classics and Moderns: Vol. III of Collected Essays in Economic Theory. Basil Blackwell, Oxford 1983.
- A Market Theory of Money. Oxford University Press.